# Johann Gottlob Grässe
Johann Gottlob Grässe (* 1. Januar 1769 in Leipe bei Jessen; † 16. Dezember 1827 in Grimma) war ein deutscher Schulmann.

## Leben
Johann Gottlob Grässe erhielt auf der Schule seiner Vaterstadt die erste Ausbildung und studierte anschließend Philosophie und Philologie an der Universität Wittenberg. Aufgrund einer philosophisch-moralischen Abhandlung (Was hat man in der Moral der Handlungen zu urteilen, welche nicht aus dem Bewusstsein von Pflicht vollzogen werden?, Wittenberg 1792) erlangte er den Titel eines Magisters der Philosophie. Nachdem er 1793 auch das vorgeschriebene Examen bestanden hatte, wurde er zum fünften Kollegen am Lyzeum von Wittenberg ernannt. 1794 stieg er zum Konrektor an dieser Bildungsanstalt und 1800 zum Adjunkten der philosophischen Fakultät der Universität auf. In dieser Zeit verfasste er u. a. folgende Lehrbücher:
- Praecepta artis paedagogicae ex Terentio petita, Dissertatio, Wittenberg 1800 (aus Terentius gezogene Lehrsätze der Pädagogik)
- Dissertatio I. Rudimenta studii historiae orbis catholicae in Justino utiliter ponenda. Dissertatio II. Quomodo Justinus in scholis legendus sit, ut in eo rudimenta studii historiae universae utiliter ponantur, Wittenberg 1800 (Methode des historischen Unterrichts nach Justinus)
- Grammatik der lateinischen Sprache, 2 Bände, Leipzig 1799–1800
- Grammatik der griechischen Sprache für gelehrte Schulen, 2 Bände, Leipzig 1800
- Lehrbuch zum Unterricht in der christlichen Religion für Schulen auf dem Lande und in den Städten, wo sie Bürgerschulen heißen; nebst den fünf Hauptstücken der christlichen Lehre und dem Katechismus Lutheri mit kurzen Worterklärungen, Leipzig 1800

1801 folgte Grässe einem Ruf als dritter Lehrer an der Fürstenschule zu Grimma, in welcher Stellung er bis zum Jahr 1823 blieb, in dem er die zweite Professur erhielt. Er erfüllte sein schwieriges Amt gewissenhaft und suchte insbesondere die Erlernung der lateinischen Sprache durch praktisch eingerichtete Handbücher zu erleichtern. Nachdem er es mit Leonhardis Anleitung (1787) in einer neuen verbesserten und mit Exerzitien für Geübtere vermehrten Auflage (Fr. Leonhardis Deutsche Aufsätze zum Übersetzen in die lateinische Sprache, nach der kurz gefassten lateinischen Sprachlehre oder Grammatik des Herrn Rektors Scheller eingerichtet, Leipzig 1804) versucht, die Methode aber für ungenügend befunden hatte, bemühte er sich in folgenden zwei Werken eine bessere einzuführen:
- Praktische Anweisung zum Übersetzen aus dem Deutschen ins Lateinische, nebst dem Regulativ meiner lateinischen Grammatik in Beispielen und Aufsätzen. Teil I. Die Syntaxis der Nomina für Anfänger; Teil II. Die Syntaxis der Verba und Partikeln, 2 Bände, 1800–1801
- Sammlung verschiedener Übungen zum Lateinisch-Lernen, Leipzig 1803

Doch führte die von Grässe hierin dargestellte Methodik bei den Schülern ebenso wenig schnell und gewiss zum gewünschten Ziel. In späterer Zeit scheint Grässe sich wieder mehr dem Unterricht in der Geschichte und Geographie zugewandt zu haben; wenigstens berechtigen seine Materialien aus der alten Geographie und Geschichte Griechenlands und dessen Bewohnern, mit Rücksicht auf das verständige Lesen der klassischen Autoren (Leipzig 1805) zu dieser Vermutung. Außerdem vollendete er Johann Christian Schedels Neues und vollständiges geographisches Realwörterbuch für Kaufleute und Geschäftsmänner (3 Teile, Leipzig 1804).
Grässe starb am 16. Dezember 1827 im Alter von 58 Jahren in Grimma. Mit der Pfarrerstochter Juliana Amalia, geb. Köchly, hatte er den Sohn Johann Georg Theodor Grässe (1814–1885), der als Bibliograph und Literaturhistoriker hervortrat.